# Ken's Bar II
『Ken's Bar II』（ケンズ バー・ツー）は、平井堅通算2枚目のカバー・アルバム。2009年5月27日にDefSTAR RECORDSから発売された。規格品番：DFCL-1504。DVD付初回限定盤（DFCL-1502/3）・Blu-spec CD盤（DFCL-20008）が同時発売。

## 解説
1998年5月29日から始まったコンセプト・ライブ「Ken's Bar」の開店10周年を記念して、実際のライブの構成をスタジオ・レコーディングで再現、シンプルなアコースティック編成で制作されたコンセプト・カバー・アルバムの第2弾である。第1弾『Ken's Bar』同様、過去にライブ内で歌われたことのある楽曲を中心に、洋楽や邦楽、男女、時代を問わず、広く選曲されているが、本作品ではJ-POPも多く取り上げられている。平井本人は演奏には参加しておらず、ボーカリストに徹している。レコーディングは東京、ニューヨークで行われた。
封入ブックレットには、音楽ライター兵庫慎司氏によるライナーノーツと楽曲解説が掲載された。初回生産限定盤のみ特殊ダブル紙ジャケット仕様で、2009年2月14日に大阪城ホールで行われた「Ken's Bar 10th Anniversary Valentine Special！」公演を収録したDVDが封入されている。これまでテレビ放送のみであった「Ken's Bar」公演の模様が映像ソフト化されるのは、これが初である。また2009年6月10日には、初めて単品のDVDソフトとして『Ken Hirai Films Vol.11 Ken's Bar 10th Anniversary』（DFBL-7123）が発売された。
DVD付初回盤、CDのみの通常盤に加え、高音質再生が可能とされているBlu-spec CD仕様盤も限定発売された（第1弾『Ken's Bar』のBlu-spec CD仕様盤（DFCL-20007）も同時に限定発売）。
「Stardust」は、本アルバムから唯一、新規のミュージック・ビデオが制作され、2004年11月に発売されたMV集『Ken Hirai Films Vol.12』（DFBL-7147）にのみ収録されている。生前の美空ひばりと合成された映像が、アルバム発売前に公開されてマスメディア各媒体でも取り上げられた。

## 収録曲

### CD
1. Open（1:07）
  - 雨の降る中、バーへ向かう客の情景を表現したSE。
2. even if 〜instrumental〜（3:34）
  - 作曲：Ken Hirai　編曲・ピアノ演奏：Matt Hales
  - 「Ken's Bar」のテーマソングと云えるシンボル的な楽曲。1998年の第1回から「バーボンとカシスソーダ」のタイトルで披露されていた[3]。2000年に11枚目のシングルとして期間限定発売された。
3. New York State Of Mind（6:33）
  - 作詞・作曲：Billy Joel　編曲・ピアノ演奏：中西康晴
  - ビリー・ジョエルの1976年の楽曲。4thアルバム『ニューヨーク物語（Turnstiles）』収録曲。
  - 平井は1992年にこの曲でオーディションに応募して合格した[4][5]。
4. 僕がどんなに君を好きか、君は知らない（5:27）
  - 作詞：芹沢類　作曲：楠瀬誠志郎　編曲・ギター演奏：石成正人
  - 楠瀬誠志郎の1989年の楽曲。1993年に郷ひろみのカバーがフジテレビ系ドラマ『正しい結婚』主題歌になった。
5. LOVE 〜Destiny〜（5:14）
  - 作詞：ayumi hamasaki　作曲：つんく　編曲・ピアノ演奏：鈴木大
  - 浜崎あゆみの1999年の楽曲。7枚目のシングルとしてリリースされ、初のオリコン・シングルチャート1位を獲得した。
6. DESPERADO（4:02）
  - 作詞・作曲：Don Henley・Glenn Frey　編曲・ピアノ演奏: 鈴木大
  - イーグルスの1973年の楽曲。2ndアルバム『ならず者（Desperado）』タイトル曲。
  - 20thシングル「瞳をとじて」のカップリング曲。シングル音源をそのまま収録している。
7. MOON RIVER（4:29）
  - 作詞：Johnny H Mercer　作曲：Henry Nicola Mancini
  - 編曲・ギター演奏：Toninho Horta
  - ヘンリー・マンシーニ作曲の1961年の映画『ティファニーで朝食を』（オードリー・ヘプバーン主演）主題歌。劇中でヘプバーンがギターを持って窓辺で歌った。その年の第34回アカデミー賞でアカデミー歌曲賞を受賞した。
  - 2007年公開（日本公開は2009年）のイギリス映画『ザ・ムーン』の日本版主題歌に起用された[6]。
8. Intermission（1:34）
  - 作曲：Ken Hirai　編曲・ピアノ演奏：鈴木大
  - 幕間に流れるBGMと位置づけられたInstrumental曲。
  - 後に詞がつけられ、ライブツアー『Ken's Bar 2009』のアンコールで「half of me」という曲名で披露。2018年に45枚目のシングルとして発売され、2021年リリースの10thアルバム『あなたになりたかった』に収録された。
9. Because Of You（4:28）
  - 作詞・作曲：Shaffer Smith・Tor Erik Hermansen・Mikkel Storleer Eriksen
  - 編曲・ギター演奏：石成正人
  - ニーヨの2007年の楽曲。2ndアルバム『Because of You』タイトル曲。
10. LATELY（4:46）
  - 作詞・作曲：Stevie Wonder　編曲・ピアノ演奏：Frank McComb
  - スティーヴィー・ワンダーの1980年の楽曲。19thアルバム『Hotter than July』収録。
  - アメリカのソウル・シンガー、フランク・マッコムとデュエットしている。
11. わかれうた（3:49）
  - 作詞・作曲：中島みゆき　編曲：亀田誠治
  - 中島みゆきの1977年の楽曲。5枚目のシングルとしてリリースされ、初のオリコン・シングルチャート1位を獲得した[注 2]。
  - スピッツのヴォーカリストの草野マサムネとデュエットしている。
12. Heart Of Mine（5:14）
  - 作詞・作曲：Bobby Caldwell・Jason Scheff・Dennis Matkosky
  - 編曲・ギター演奏・コーラス：小野リサ
  - ボズ・スキャッグスの1988年の楽曲。10thアルバム『アザー・ロード』収録。ボビー・コールドウェルは4thアルバム『Heart of Mine』でセルフカバーした。
  - 2008年に公開（日本公開は2009年）され、第81回アカデミー賞で作品賞を含む5部門にノミネート[注 3]されたアメリカ映画『愛を読むひと』の日本版主題歌となった[7]。
13. 白い恋人達（4:55）
  - 作詞・作曲：桑田佳祐　編曲・ピアノ演奏：蔦谷好位置
  - 桑田佳祐の2001年の楽曲。コカ・コーラCM曲。オリコン・シングルチャート1位を獲得、同年の年間シングルチャート第6位。
14. Close（0:50）
  - 家路へ向かう客の情景を表現したSE。
15. Stardust（3:25）
  - 作詞：Mitchell Parish　作曲：Hoagy Carmichael　編曲・ピアノ演奏：本間昭光
  - ホーギー・カーマイケルが1927年に発表したジャズのスタンダード・ナンバー。ミッチェル・パリッシュにより1929年に歌詞がつけられた。
  - 美空ひばりが『ナット・キング・コールをしのんで〜ひばりジャズをうたう』（1965）でカヴァーしたオリジナルの音源に最新技術を用いてオーバーダブを施し、ひばりのヴォーカルとデュエットをしているような仕上がりになっている[注 4]。

### DVD 「Ken's Bar 10th Anniversary Valentine Special！」
1. My Funny Valentine
2. バレンタイン・キッス
3. SWEET MEMORIES
4. Sweet Pillow
5. Missin' you 〜It will break my heart〜
6. LIFE is... 〜another story〜
7. 瞳をとじて
8. Strawberry Sex
9. the flower is you
10. シルエット・ロマンス
11. SHE
12. キミはともだち
13. POP STAR
14. Love Love Love
15. even if

　※2009年2月14日大阪城ホール

## 演奏
- マット・ヘイルズ：ピアノ (#2) - 英国出身のシンガーソングライター
- 中西康晴：ピアノ (#3)
- 石成正人
  - アコースティック・ギター (#4.9.11)
  - 7弦ギター (#9)
- 鈴木大：ピアノ (#5.6.8)
- トニーニョ・オルタ：アコースティック・ギター (#7) - コンテンポラリーギタリスト（ブラジル音楽家）
- フランク・マッコム：ボーカル (#8)
- 楡原正弘 (PE'Z)：ウッドベース (#8) - ジャズバンド・PE'Zのウッドベーシスト
- Hana：パーカッション (#8)
- Shinny-T：ドラム (#10)
- 草野マサムネ（スピッツ）：ボーカル (#11)
- 佐橋佳幸：マンドリン (#11)
- 三沢またろう：パーカッション (#11)
- 山本拓夫：ティンホイッスル (#11)
- 小野リサ：アコースティック・ギター、コーラス (#12) - ボサノヴァ歌手兼ギタリスト
- 有田純弘：アコースティック・ギター (#12)
- 杉本智和：ウッドベース (#12)
- 石川智：ドラム (#12)
- ボブ・ザング：サックス (#12)
- 蔦谷好位置：ピアノ (#13) - ジャズバンド・NATSUMENのキーボーディスト
- 弦一徹ストリングス：ストリングス (#13.15)
- 本間昭光：ピアノ (#15)
- 美空ひばり：ボーカル (#15) - 昭和を代表するヴォーカリストのひとり
- 古川昌義：アコースティック・ギター (#15)
- 飯田高広：シンセサイザー (#15)

## ライブ「Ken's Bar」
平井堅#コンセプト・ライブ「Ken's Bar」参照